# LEDA 2791735
A LEDA 2791735 egy spirális galaxis, ami a déli Hajógerinc csillagképben van. Más katalógusokban RKK 1284 vagy PGC 2791735 néven illetik. Távolságára a 150 millió fényévet mutatta ki egy 2002-es tanulmány, de a közelben látható NGC 2887 belezavar az adatokba, így ez nem tekinthető teljesen helyesnek.
A galaxis a Legacy Survey képein fiatal, kékes objektumnak tűnik, mely egy csillagontó-galaxisra utal.

## Megfigyelési lehetőség
A galaxis megfigyelése nehézkes, amatőr távcsővel lehetetlen, hiszen a déli égbolt csillagokban és kozmikus ködökben gazdag részén helyezkedik el. Közelében látható a TYC 8948-1841-1 11 magnitúdós csillag, amely körülbelül 900 fényévre helyezkedik el a Naprendszertől. Az NGC 2887-től 75,77 ívmásodpercre látható, az előzőleg említett csillagtól pedig 141,57 ívmásodpercre.